# Sulfat
Sulfat hay sunfat là một nhóm nguyên tử (gốc axit). Nó bao gồm hai nguyên tố là lưu huỳnh và oxi. Công thức hóa học của nó là =SO4 (hóa trị là II). Các muối, các phân nhánh axit, và các peroxide sunfat được dùng rộng rãi trong công nghiệp. Các muối sunfat tồn tại rộng rãi trong tự nhiên. Sunfat là các muối của axit sulfuric và hàng loạt muối này được điều chế trực tiếp từ axit trên.